# Brezovica pri Metliki

Eine Darstellung der slowenisch-kroatischen Grenze

Brezovica pri Metliki (deutsch Bresowitz bei Möttling) ist eine Ortschaft mit 57 Einwohnern in der Gemeinde Metlika in der Region Bela krajina im Südosten Sloweniens, direkt an der Grenze zu Kroatien. Sie umgibt die kleine kroatische Enklave Brezovica Žumberačka.

## Name
Der Name der Siedlung wurde 1953 von Brezovica in Brezovica pri Metliki geändert.

## Geschichte
Während des Zweiten Weltkriegs betrieben die Partisanen in einem Weinberghäuschen in Brezovica pri Metliki eine unterirdische Siebdruckerei. Das Häuschen wurde 1942 von der italienischen Antikommunistischen Freiwilligenmiliz (MVAC) niedergebrannt. Am 1. Mai 1944 hielten die Partisanen im Dorf ein politisches Treffen ab, bei dem der alliierte Verbindungsoffizier Major William M. Jones einer der Redner war.